# Murray Rothbard
Murray Newton Rothbard (n. 2 martie 1926, New York City, New York, SUA – d. 7 ianuarie 1995, New York City, New York, SUA) a fost un economist evreu-american al Școlii Austriece, care a contribuit la definirea libertarianismului modern și a popularizat o formă de piață liberă numită anarho-capitalism. Rothbard a scris numeroase cărți pe subiecte de economie, filozofie și istorie și este considerat una dintre cele mai importante figuri din mișcarea libertariană americană.
Bazându-se pe conceptele Școlii Austriece de ordine spontană, sprijin pentru o piață liberă în producția de bani și condamnarea planificării centrale, Rothbard a pledat pentru eliminarea controlului guvernamental coercitiv asupra economiei. El a considerat monopolul de forță al guvernului ca fiind cel mai mare pericol pentru libertate și pe termen lung pentru bunăstarea populației, etichetând statul ca nimic mai mult decât o bandă de organizată de hoți - locul celor mai imorali și lipsiți de scrupule oameni din orice societate.
Rothbard a concluzionat că toate serviciile oferite de monopolurile guvernamentale ar putea fi furnizate mai eficient de către sectorul privat. El a considerat că multe reglementări și legi promulgate aparent pentru interesul public au fost de fapt luări de putere uneltite de birocrați guvernamentali care întreprind mărirea periculoasă și lipsită de obstacole a propriei lor puteri, deoarece nu sunt supuși disciplinei pieței. Rothbard considera că serviciile guvernamentale sunt ineficiente și susținea că disciplina pieței le-ar elimina, dacă s-ar permite furnizarea lor de către concurența din sectorul privat.
Rothbard a condamnat în egală măsură și corporatismul de stat. El a criticat multe cazuri în care elitele de afaceri au cooptat monopolul de putere al statului, pentru a influența legislația și politica de reglementare într-o manieră benefică pentru ei, în detrimentul competitorilor.
El a argumentat că impozitarea reprezintă furt coercitiv la scară mare, și un monopol coercitiv de forță ce interzice achiziția voluntară a serviciilor judiciare și de apărare de la furnizorii concurenți. De asemenea, el a considerat banca centrală și rezervele fracționale o formă de fraudă financiară legală și sponsorizată de stat, în antiteză cu etica și principiile libertariene. Rothbard s-a opus intervenționismului militar, politic și economic în treburile altor națiuni.

## Viață și munca

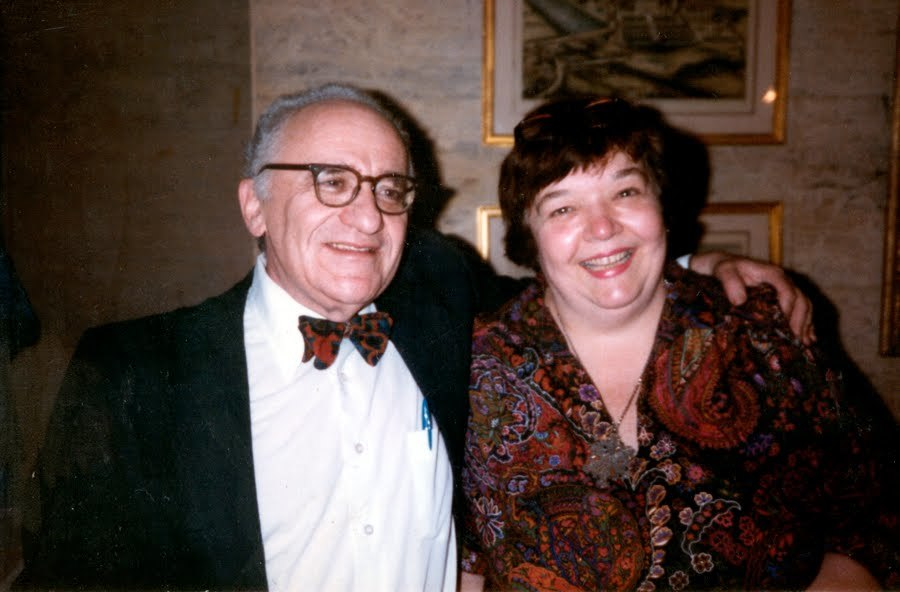
Rothbard cu soția sa, JoAnn Schumacher

Rothbard s-a născut într-o familie comunistă evreiască din Bronx; părinții lui se numeau David și Rae Rothbard. Tatăl său a emigrat în Statele Unite dintr-un shtetl polonez în 1910. Când a ajuns în Statele Unite nu cunoștea deloc engleza, dar a reușit să lucreze pe un post de chimist, în timp ce mama lui a venit din Rusia. A urmat cursurile Universității Columbia, unde a primit diploma de licență în matematică și economie în 1945 și diploma de Master of în 1946. Și-a luat doctoratul economie în anul 1956 la Columbia, sub îndrumarea lui Joseph Dorfman.
La începutul anilor 1950, a studiat sub îndrumarea economistului austriac Ludwig von Mises la seminariile sale de la New York University și a fost foarte mult influențat de cartea lui Mises Acțiunea umană. În anii 1950 și 1960 a lucrat pentru fundația liberală William Volker la un proiect de carte care a dus la scrierea cărții Om, economie și stat, publicată în 1962. Din 1963 până în 1985, a predat la Institutul Politehnic al Universității din New York în Brooklyn, New York. Din 1986 până la moartea sa, a fost un distins profesor la Universitatea din Nevada, Las Vegas. Rothbard a înființat Centrul pentru Studii libertariene în 1976 și Jurnalul de Studii libertariene în 1977. El a fost asociat cu crearea din 1982 a Institutului Ludwig von Mises și mai târziu a fost vicepreședinte academic al institutului. În 1987 a inițiat Revista de economie austriacă, numită acum Jurnalul trimestrial de economie austriacă.
În 1953 în New York s-a căsătorit cu JoAnn Schumacher, pe care el a numit-o cadru indispensabil pentru viața și opera sa. A murit în 1995 în Manhattan în urma unui atac de cord. Necrologul din The New York Times l-a numit pe Rothbard un economist și filosof social care a apărat cu înverșunare libertatea individuală împotriva intervenției guvernului.

## Scrierile Școlii Austriece
Școala austriacă încearcă să descopere axiome ale acțiunii umane (numite praxeologie, în tradiția austriacă). Aceasta susține economia de piață liberă și critică economiile comandate. Susținători influenți ai acestor idei au fost Eugen von Böhm-Bawerk, Friedrich Hayek, și Ludwig von Mises. Rothbard a susținut că întreaga teoria economică austriacă rezultă din implicațiile logice ale faptului că oamenii se angajează în acțiuni care au un scop. În timp ce elabora aceste axiome, a ajuns la concluzia că pe o piață liberă nu ar putea exista un preț de monopol. De asemenea, el a anticipat o mare parte din punctul de vedere al așteptărilor raționale în economie.
În conformitate cu opiniile sale privind piața liberă, Rothbard a argumentat că și protecția individuală și apărarea națională ar trebui oferite pieții, în loc să fie furnizate de către monopolul coercitiv al guvernului. Rothbard a fost un critic fervent al gândirii economice keynesiene, precum și al teoriei utilitariste a filosofului Jeremy Bentham.
În cartea Om, economie și stat Rothbard împarte diferitele tipuri de intervenție a statului în trei categorii: intervenție autistă, care este interferența cu activitățile private de non-schimb; intervenție binară, care este schimbul forțat între indivizi și stat; și intervenție triunghiulară, care este un schimb între indivizi mandatat de stat. Potrivit lui Sanford Ikeda, tipologia lui Rothbard „elimină lacunele și inconsecvența care apar în formularea originală a lui Mises”.
De asemenea, Rothbard a fost un cunoscător al istoriei și filosofiei politice. Cărțile lui Rothbard, cum ar fi Om, economie și stat, Putere și Piață, Etica libertății și Pentru o nouă libertate sunt considerate de unii a fi lucrări clasice ale dreptului natural și ale gândirii libertariene, combinând filosofia libertariană a drepturilor naturale, anarhismul anti-guvern și o perspectivă a pieței libere în analizarea unei serii de probleme sociale și economice contemporane. El deținea, de asemenea, cunoștințe vaste din istoria gândirii economice, pe care le-a dobândit prin studiul școlilor de economie a pieței libere din perioada pre-Adam Smith, cum ar fi scolasticii și fiziocrații și le-a discutat în lucrarea sa, multi-volumul neterminat, O perspectivă austriacă asupra Istoriei Gândirii Economice.
Rothbard scrie în Putere și Piață că rolul economistului într-o piață liberă este limitat, dar rolul și puterea economistului într-un guvern care intervine continuu pe piață se extinde, deoarece intervențiile declanșează problemele care necesită diagnostice suplimentare și nevoia de mai multe recomandări politice. Rothbard susține că această simplă dovadă de auto-interes prejudiciază punctele de vedere ale multor economiști în favoarea creșterii intervenției guvernamentale.
Rothbard a creat, de asemenea, „legea lui Rothbard” care spune că oamenii tind să se specializeze în domeniile în care au cea mai puțină pricepere. Henry George, de exemplu, se pricepe la orice, mai puțin la teren. Prin urmare, el scrie despre terenuri aproximativ 90% din timp. Friedman este mare, cu excepția domeniului banilor, așa că se concentrează pe bani.

## Opinii politice
Rothbard a combinat economia laissez-faire a profesorului său Ludwig von Mises cu vederile absolutiste asupra drepturilor omului și respingerea statului, pe care le-a dobândit studiind anarhiștii individualiști americani ai secolului al nouăsprezecelea, cum ar fi Lysander Spooner și Benjamin Tucker. El a conectat aceste opinii la unele mai moderne, scriind: Există, în corpul de gândire cunoscut drept economia austriacă, o explicație științifică a funcționării pieței libere (și a consecințelor intervenției guvernului în această piață), pe care anarhiștii individualiști ar putea-o integra cu ușurință în Weltanschauung lor politic și social.)
Rothbard s-a opus ceea ce el a considerat supraspecializarea academiei și a căutat să fuzioneze disciplinele de economie, istorie, etica și științe politice pentru a crea o știință a libertății. Rothbard a descris baza morală pentru poziția sa anarho-capitalistă în două dintre cărțile sale: Pentru o nouă libertate, publicată în 1972, și Etica libertății, publicată în 1982. În Putere și piață (1970), Rothbard descrie modul în care ar putea funcționa o economie apatridă.

### Deținere de sine
În Etica libertății, Rothbard afirmă dreptul la auto-proprietate totală, ca fiind singurul principiu compatibil cu un cod moral care se aplică la fiecare persoană- o etica universală și că este o lege naturală, reprezentând în mod natural cel mai bun lucru pentru om. El credea că, prin urmare, persoanele fizice dețin roadele muncii lor. În consecință, fiecare persoană avea dreptul să își schimbe proprietatea cu alții. El credea că dacă un individ își amestecă munca cu terenuri necunoscute, atunci el devine proprietarul terenului, care din acel moment este proprietate privată, care poate fi schimbată doar prin comerț sau sub formă de cadou. De asemenea, el a susținut că aceste terenuri nu ar tinde să rămână neutilizate, cu excepția cazurilor în care nu are sens economic să fie folosite. Rothbard a preluat mai târziu și argumentul studentului său, Hans Hermann Hoppe, etica argumentării.

### Egalitarismul
Eseul care dă titlul cărții din 1974 a lui Rothbard, Egalitarianismul ca o revoltă împotriva naturii și alte eseuri susține că Egalitatea nu este în ordinea firească a lucrurilor, și cruciada de a-i face pe toți oamenii egali în toate aspectele (cu excepția legii), va avea cu siguranță consecințe dezastruoase. În ea, Rothbard a scris În inima stângii egalitariste este convingerea patologică că nu există nici o structură a realității, că toată lumea este o tabula rasa, care poate fi schimbată în orice moment, în orice direcție dorită de simplul exercițiu al voinței umane. Rothbard și-a exprimat, de asemenea, punctul de vedere că etatiștii suprimă cercetarea academică asupra rasei, pentru a-și susține scopul de utilizare a statului în impunerea unor obiective egalitariste.
Într-un articol din 1963 numit "Revoluția neagră", Rothbard scria că revoluția negrilor are anumite elemente pe care un libertarian trebuie să le favorizeze, altele la care trebuie să se opună. Astfel, libertarianul se opune segregării obligatorii și brutalității poliției, dar se opune de asemenea, integrării obligatorie și absurdităților cum ar fi sistemele de cote etnice în privința locurilor de muncă. Potrivit biografului lui Rothbard, Justin Raimondo, Malcolm X era considerat de către Rothbard a fi un mare conducător negru și Martin Luther King era considerat ca fiind favorizat de albi, deoarece el a fost forța de restricție majoră asupra dezvoltării revoluției negrilor. Rothbard a comparat, de asemenea, folosirea de către președintele Lyndon Baines Johnson a trupelor SUA pentru a zdrobi revoltele urbane în anul 1968, după asasinarea lui King, cu acțiunea lui Johnson de utilizare a trupelor americane împotriva vietnamezilor.

### Copii și drepturi
În Etica libertății, Rothbard explorează mai multe probleme referitoare la drepturile copiilor, din perspectiva auto-proprietății și a contractului. Acestea includ dreptul femeilor la avort, interdicțiile părinților de a-și agresa copiii odată ce aceștia se nasc, și problema statului care forțează părinții să aibă grijă de copii, inclusiv de cei cu probleme grave de sănătate. El susține, de asemenea, că copiii au dreptul de a fugi de la părinți și de a căuta noi tutori de îndată ce au posibilitatea de a alege să facă acest lucru. El a sugerat că părinții au dreptul de a da un copil spre adopție sau chiar de a vinde drepturile asupra copilului într-un contract voluntar, lucru pe care el îl consideră mai uman decât restricțiile guvernamentale artificiale a numărului de copii pe care îl au la dispoziție părinții care îi doresc și adesea sunt mai buni. El discută, de asemenea, modul în care sistemul de justiție juvenilă actual pedepsește copii pentru că au făcut alegeri adulte, îndepărtează copii de la părinți inutil și împotriva voinței lor , de multe ori punându-i în unități pentru minori unde se lovesc de nepăsătoare sau chiar de brutalitate.

### Anarho-capitalism
Rothbard a început să se considere un anarhist favorabil proprietății private în 1950 și mai târziu a început să folosească expresia „anarho-capitalist”. Rothbard scria că atât capitalismul este expresia deplină a anarhismului, cât și anarhismul este expresia deplină a capitalismului. În modelul lui anarho-capitalist, un sistem de agenții de protecție concurează pe o piață liberă și sunt susținute în mod voluntar de către consumatori, care aleg să utilizeze serviciile lor de protecție și judiciare. Anarho-capitalism ar însemna sfârșitul monopolului de stat asupra forței.
Rothbard a condamnat în egală măsură relațiile pe care le-a remarcat între corporațiile mari și guvernele mari. El a citat multe cazuri în care elitele de afaceri au cooptat puterea de monopol a guvernului, astfel încât să influențeze legile și politica de reglementare într-o manieră care favorabilă pentru ele și în detrimentul competitorilor rivali. El a scris o critică la adresa lui Ayn Rand, în privința devotamentului încețoșat dedicat marilor oameni de afaceri, spunând că ea este prea angajată emoțional să se închine din om de afaceri erou, pentru a mai admite că tocmai afacerile mari sunt în mare măsură responsabile pentru marșul secolului XX către un statism agresiv. Potrivit lui Rothbard, un exemplu de astfel de clientelism include acordarea de privilegii monopoliste căilor ferate derivate din sponsorizarea așa numitelor legi de conservare.

### Piață monetară liberă
Rothbard credea că puterea monopolului guvernului asupra emiterii și distribuirii de bani a fost în mod inerent distructivă și lipsită de etică. Credința deriva de la Ludwig von Mises și Friedrich Hayek, care au formulat teoria austriacă a ciclului de afaceri, care susține că expansiunea creditelor nejustificate duce inevitabil la o alocare greșită a resurselor de capital brut, declanșând bule de credit nesustenabile și, în cele din urmă, a caracterizat prohibiția dictată de guvern asupra cetățenilor care utilizează monede de mărfuri ca mijloc legal de plată obligatorie schema Ponzi,  o schemă Ponzi de la care nici un cetățean nu ar putea scăpa. depresie economică. Prin urmare, el s-a opus cu vehemență băncilor centrale și sistemului bancar cu rezerve fracționare în cadrul unui sistem de bani discreționari, etichetându-l ca o contrafacere legalizată sau o formă instituționalizată de deturnare de fonduri și, prin urmare, în mod inerent fraudulos.
Precum profesorul său Ludwig von Mises a susținut un sistem bancar cu rezervă completă („sistem bancar 100%”) și un standard de aur voluntar, neguvernamental sau, ca a doua soluție bună, free-bankingul (pe care, de asemenea, el l-a numit "bani de pe piața liberă").

### Nonintervenționism
Susținând, precum Randolph Bourne, că războiul este sănătatea statului, Rothbard s-a opus politicii externe agresive. El a criticat imperialismul și dezvoltarea imperiului american, care avea nevoie de război să se susțină și să-și extindă controlul la nivel mondial. Faptul că-i displăcea imperialismul american chiar l-au condus la elogia și deplângerea execuției asistată de CIA a marxistului revoluționar Che Guevara în 1967, proclamând că dușmanul său a fost dușmanul nostru. Rothbard credea că era necesară stoparea noilor războaie, iar cunoașterea modului în care guvernul a sedus cetățenii pentru a intra în războaie precedente era important. El și-a extins aceste opinii în două eseuri "Război, pace și statul" și "Anatomia statului". Rothbard a folosit descoperiri ale teoreticienilor elitismului Vilfredo Pareto, Gaetano Mosca, și Robert Michels pentru a construi un model al personalului statului, obiective și ideologie. Într-un necrolog pentru istoricul Harry Elmer Barnes, Rothbard a explicat de ce cunoștințele istorice sunt importante:
Rothbard a discutat despre opiniile sale cu privire la principiile unei politici externe libertariane într-un interviu 1973: "Minimizați puterea Statului cât mai mult posibil, până la zero, și izolaționismul este expresia deplină în afacerile externe ale obiectivului interne de a uza lent puterea Statului." El a solicitat în continuare "abstinența de la orice fel de intervenție militară americană și intervenție politică și economică." În cartea Pentru o nouă libertate, el scrie: "Într-o lume pur libertariană, prin urmare, nu ar exista nicio 'politică externă', deoarece nu ar fi nici state, nici guverne cu un monopol de constrângere peste anumite zone teritoriale."
În "Vinovăția războiului în Orientul Mijlociu" Rothbard detaliază ceea ce numește agresiunea Israelului împotriva arabilor din Orientul Mijlociu, politicile de confiscare și refuzul de a lăsa acești refugiați să se întoarcă și să revendice proprietățile luate de la ei. Rothbard a criticat, de asemenea, "Anti-anti-semitismul organizat" pe care criticii statului Israel trebuie să îl îndure. [85] Rothbard a criticat ca fiind terorism acțiunile Statelor Unite, ale Israelului, precum și ale oricărei națiuni care trece la represalii împotriva nevinovaților, deoarece nu pot identifica vinovații adevărați. El a apreciat că nici o răzbunare care rănește sau ucide oameni nevinovați nu este justificată, scriind ca orice altceva este o apologie pentru crime în masă perseverente și fără sfârșit.

## Activism politic

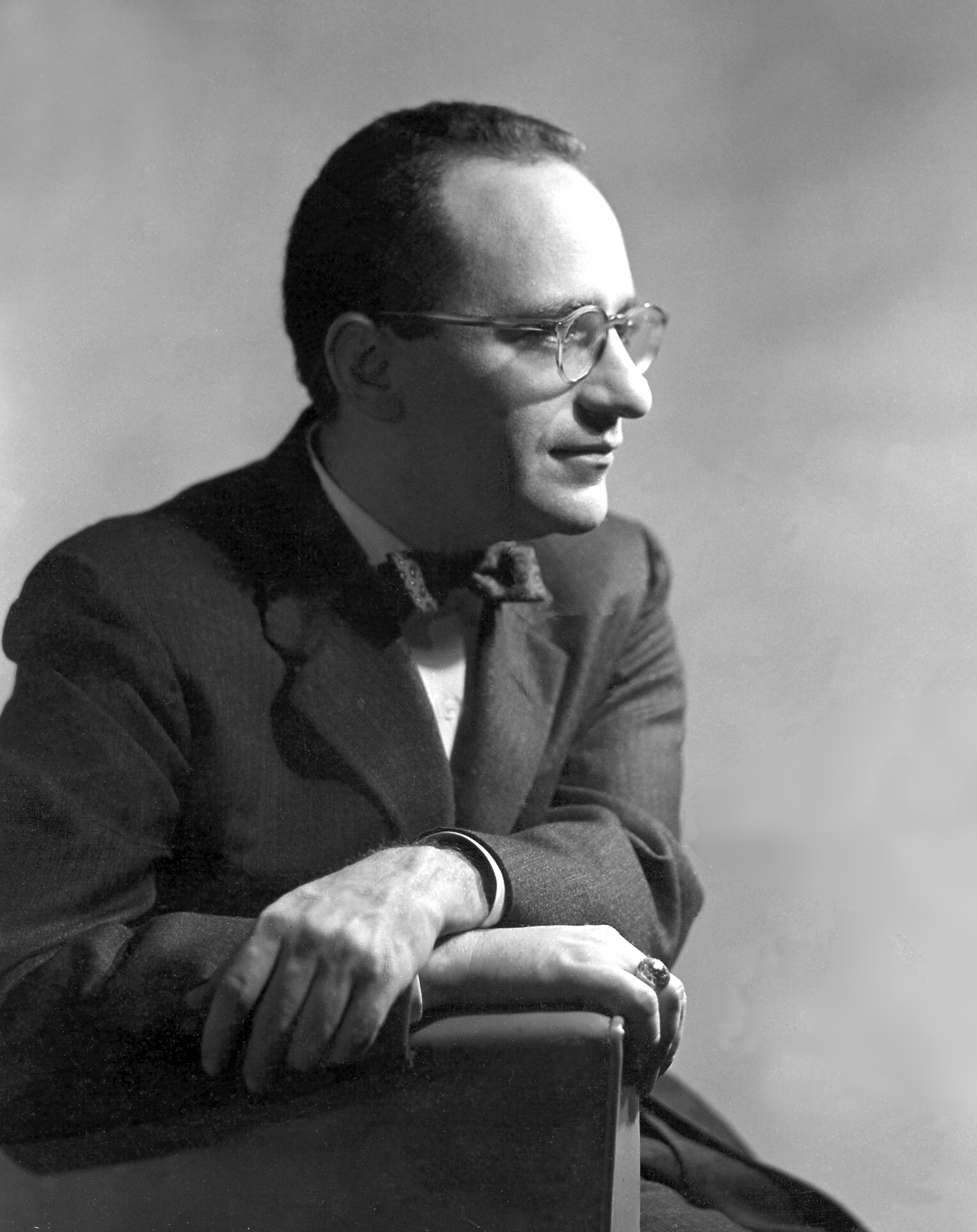
Tânărul Rothbard c. 1955

Ca un om tânăr, Rothbard se considera parte a Dreptei Vechi, o ramură anti-statistă și anti-intervenționistă a Partidului Republican din SUA. Când războinici intervenționiști ai Războiului Rece de la National Review, cum ar fi William F. Buckley, Jr., au câștigat influență în Partidul Republican în anii 1950, Rothbard a părăsit partidul. După ce Rothbard a murit, Buckley a scris un necrolog amar în National Review criticând judecata defectă a lui Rothabrd și opinii sale cu privire la Războiul Rece.
Spre sfârșitul anilor 1950, Rothbard a fost un asociat al lui Ayn Rand și al filozofiei sale, obiectivismul, împreună cu alți studenți ai lui Ludwig von Mises, cum ar fi George Reisman. Potrivit biografului lui Rand, Jennifer Burns, Rothbard a fost inițiat atât în epistemologia aristoteliană și întregul domeniu al drepturilor naturale, prin discuțiile sale cu Rand, și, la un moment dat, a descris romanul lui Rand, ”Atlas Shrugged” ca nu numai ca fiind cel mai mare roman scris vreodată, aceasta este una dintre cele mai mari cărți scrise vreodată, de ficțiune sau non-ficțiune. Mai târziu, cu toate acestea, el a părăsit cercul ei și a parodiat relația lor în piesa sa ficționalizată Mozart a fost un Roșu.
La sfârșitul anilor 1960, Rothbard susținut o alianță cu mișcarea anti-război a Noii Stângi, pe motiv că mișcarea conservatoare a fost complet subsumată instituțiilor statiste. Cu toate acestea, Rothbard a criticat mai târziu Noua Stângă pentru susținerea unui proiect în stilul "Republica Populară". În timpul acestei perioade s-a asociat cu Karl Hess și a fondat Stânga și Dreapta: un jurnal de gândire libertariană[89], împreună cu Leonard Liggio și Resch George, care a existat în perioada 1965-1968. De la 1969 la 1984 a editat Forumul libertarian, de asemenea, inițial cu Hess (deși implicarea lui Hess s-a încheiat în 1971).
Rothbard a criticat nihilismul frenetic al libertarienilor de stânga, dar a criticat, de asemenea, libertarienii de dreapta, care s-au mulțumit să se bazeze numai pe educație pentru a distruge statul; el a crezut că libertarienii ar trebui să adopte orice tactică non-imorală pe care o au la dispoziție, pentru a produce libertatea.
În timpul anilor 1970 și 1980, Rothbard a fost activ în Partidul Libertarian. El a fost frecvent implicat în politica internă a partidului. Din 1978 până în 1983, el a fost asociat cu Caucus-ul Radical al Partidului Libertarian, aliindu-se cu Justin Raimondo, Garris Eric și Williamson Evers. El s-a opus liberalismului taxelor reduse, îmbrățișate de 1980 de candidatul prezidențial libertarian Ed Clark și președintele Institutul Cato Edward H III Crane. Rothbard s-a despărțit de Caucus-ul Radical la Convenția Națională din 1983 din cauza unor probleme culturale, și s-a aliniat cu ceea ce el a numit aripa populiștilor de dreapta a partidului, în special Lew Rockwell și Ron Paul, care a candidat pentru președinție din partea Partidului Libertarian 1988 și din partea Partidului Republican în alegerile primare din 2008 și 2012.
În 1989, Rothbard a părăsit Partidul Libertarian și a început să construiască punți către dreapta anti-intervenționistă din perioada post-Războiul Rece, declarându-se paleolibertarian. El a fost președintele fondator al clubului liberal-conservator John Randolph și a sprijinit campania prezidențială a lui Pat Buchanan în 1992, spunând cu Pat Buchanan ca liderul nostru, vom rupe ceasul social-democrației..
Potrivit lui Lew Rockwell, Rothbard este considerat decanul Școlii Austriece de Economie, fondator al libertarianismului modern.

## Viața personală
În plus față de economie, istorie și filozofie, Rothbard a avut un intens interes personal în șah, arhitectură germană barocă a bisericilor și jazz timpuriu, printre alte lucruri. Rothbard a criticat degenerarea jazzului și a muzicii populare în muzica rock și bebop.
În cronicile sale de film (publicate sub pseudonimul "Mr. First Nighter"), Rothbard a criticat filmele lente, greoaie, plictisitoare, care "miros de plictiseală deliberată și pretențioasă", cum ar fi Julieta Spiritelor și Pianul. El a lăudat, în general, filme care au reprezentat "Vechea Cultură", valori care simțea el că au fost exemplificate prin franciza James Bond: "intrigă minunată, acțiune captivantă, erou vs răufăcători, intrigi cu spioni, dialoguri vioaie și bucuria sinceră de a luxului burghez și a fascinantelor gadgeturi tehnologice".
Rothbard a apreciat filmele de acțiune cum ar fi The fugitive (Evadatul) și filmele produse la Hollywood în anii 1930 și '40, și a lăudat spiritul lui Woody Allen. I-a displăcut Star Wars (Războiul stelelor), "un film prostesc, o bandă desenată pe care nimeni ... cu vârsta de peste 8 ... nu o poate lua, eventual, ... în serios," și 2001: A Space Odyssey (2001: O odisee spațială), film cu o frazeologie pretențioasă, mistică, plictisitoare, așteptând întoarcerea la filme science fiction precum It Came from Outer Space și ”incomparabilul Invasion of the Body Snatchers".

## Cărți
- Man, Economy, and State (Full Text Arhivat în 13 august 2006, la Wayback Machine.; ISBN 0-945466-30-7) (1962)
- The Panic of 1819 (Full Text). 1962, 2006 edition: ISBN 1-933550-08-2.
- America's Great Depression. (Full Text) ISBN 0-945466-05-6. (1963, 1972, 1975, 1983, 2000)
- What Has Government Done to Our Money? (Full Text / Audio Book Arhivat în 26 februarie 2009, la Wayback Machine.) ISBN 0-945466-44-7. (1963)
- Economic Depressions: Causes and Cures (Full Text) (1969)
- Power and Market: Government and the Economy (Full Text). ISBN 1-933550-05-8. (1970) (restored to Man, Economy, and State ISBN 0-945466-30-7, 2004)
- Education: Free and Compulsory (Full Text). ISBN 0-945466-22-6. (1972)
- Left and Right, Selected Essays 1954–65 (1972)
- For a New Liberty: The Libertarian Manifesto (Full text / Audio book) ISBN 0-945466-47-1. (1973, 1978)
- The Essential von Mises (1973)
- The Case for the 100 Percent Gold Dollar. ISBN 0-945466-34-X. (Full Text / Audio Book Arhivat în 26 februarie 2009, la Wayback Machine.) (1974)
- Egalitarianism as a Revolt Against Nature and Other Essays ISBN 0-945466-23-4. (1974)
- Conceived in Liberty (4 vol.) ISBN 0-945466-26-9. (1975–79)
- Individualism and the Philosophy of the Social Sciences. ISBN 0-932790-03-8. (1979)
- The Ethics of Liberty (Full Text / Audio Book Arhivat în 26 aprilie 2009, la Wayback Machine.) ISBN 0-8147-7559-4. (1982)
- The Mystery of Banking ISBN 0-943940-04-4. (1983)
- Ludwig von Mises: Scholar, Creator, Hero. OCLC 20856420. (1988)
- Freedom, Inequality, Primitivism, and the Division of Labor. Full text (included as Chapter 16 in Egalitarianism above) (1991)
- The Case Against the Fed ISBN 0-945466-17-X. (1994)
- An Austrian Perspective on the History of Economic Thought (2 vol.) ISBN 0-945466-48-X. (1995)
- Wall Street, Banks, and American Foreign Policy. (Full Text) with an introduction by Justin Raimondo. (1995)
- Making Economic Sense. ISBN 0-945466-18-8. (1995, 2006)
- Logic of Action (2 vol.) ISBN 1-85898-015-1 and ISBN 1-85898-570-6. (1997, reprinted as Economic Controversies in 2011)
- The Austrian Theory of the Trade Cycle and Other Essays. ISBN 0-945466-21-8. (also by Mises, Hayek, & Haberler)
- Irrepressible Rothbard: The Rothbard-Rockwell Report Essays of Murray N. Rothbard. (Full Text.) (Preface Arhivat în 5 martie 2012, la Wayback Machine. by JoAnn Rothbard) (Introduction Arhivat în 19 mai 2011, la Wayback Machine. by Lew Rockwell.) ISBN 1-883959-02-0. (2000)
- A History of Money and Banking in the United States. ISBN 0-945466-33-1. (2002)
- The Complete Libertarian Forum (2 vol.) (Full Text) ISBN 1-933550-02-3. (1969–84; 2006)
- The Betrayal of the American Right ISBN 978-1-933550-13-8 (2007)
- Rothbard vs. the Philosophers edited with an introduction by Roberta Modugno ISBN 978-1-9335504-66 (2009)
- Strictly Confidential edited by David Gordon (2010)

## Legături externe
Materiale media legate de Murray Rothbard la Wikimedia Commons
- Institutul Murray Rothbard Arhivat în 27 aprilie 2008, la Wayback Machine., Belgia
- Murray Newton Rothbard la Find a Grave